# Butylacetate
Die Butylacetate (auch Essigsäurebutylester) zählen zu den organisch-chemischen Stoffen und bilden eine Gruppe von vier strukturisomeren gesättigten Carbonsäureestern. Sie sind die Ester der Essigsäure mit den vier isomeren Butanolen. Sie haben die allgemeine Summenformel C6H12O2 und eine molare Masse von 116,16 g/mol. Das sec-Butylacetat ist zudem chiral und kommt in zwei enantiomeren Formen vor. Insgesamt gibt es also fünf Isomere. Butylacetate kommen natürlich vor, beispielsweise in Früchten, und werden auch industriell als Lösungsmittel und Aromastoffe verwendet.

## Vertreter und Eigenschaften
| Butylacetate    |                      |                         |                                |                            |
| Name            | Essigsäurebutylester | Essigsäureisobutylester | Essigsäure-sec-butylester      | Essigsäure-tert-butylester |
| Andere Namen    | n-Butylacetat        | iso-Butylacetat         | (RS)-Essigsäure-sec-butylester | tert-Butylacetat           |
| Strukturformel  |                      |                         | (chiral)                       |                            |
| CAS-Nummer      | 123-86-4             | 110-19-0                | 105-46-4                       | 540-88-5                   |
| PubChem         | 31272                | 8038                    | 7758                           | 10908                      |
| Aggregatzustand | flüssig              | flüssig                 | flüssig                        | flüssig                    |
| Schmelzpunkt    | −77 °C               | −98,9 °C                | −99 °C                         |                            |
| Siedepunkt      | 127 °C               | 118 °C                  | 112 °C                         | 97 °C                      |

## Vorkommen

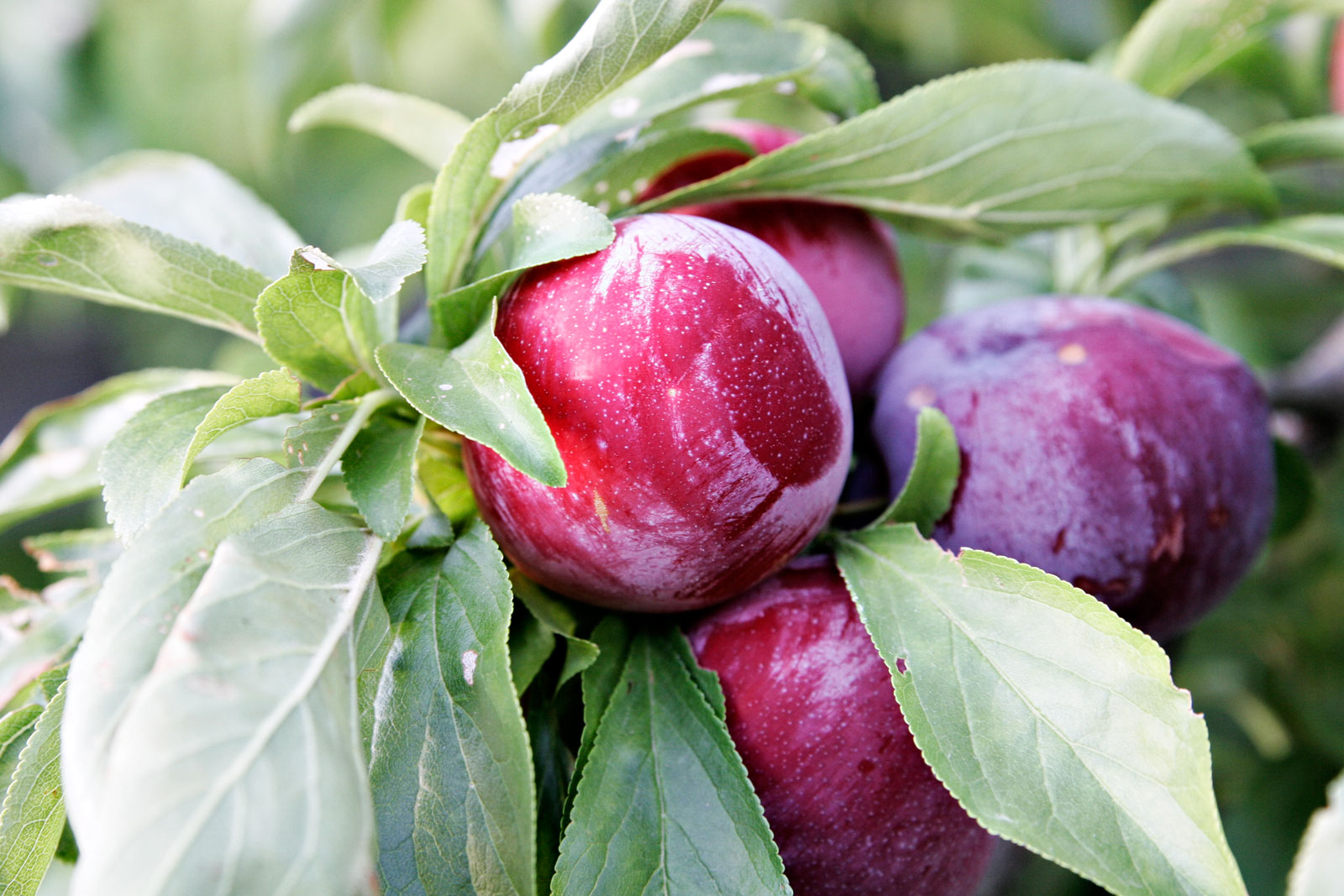
Pflaumen gehören zu den Früchten, in denen sowohl n-Butylacetat als auch iso-Butylacetat vorkommen

n-Butylacetat und iso-Butylacetat kommen als Aromakomponenten in vielen Früchten vor. In Äpfeln, Birnen, Bananen, Pflaumen, Melonen und Papaya sind beispielsweise jeweils beide Verbindungen enthalten.

## Verwendung
n-Butylacetat und sec-Butylacetat gehören zu den wichtigsten Lösungsmitteln in Beschichtungsprozessen, auch Isobutylacetat wird dort in geringerem Umfang verwendet. n-Butylacetat ist eines der wichtigsten Lösungsmittel für Nagellack, Isobutylacetat wird in diesem Bereich gelegentlich verwendet. Drei Butylacetate werden als Aromastoffe verwendet und sind in der EU für Lebensmittel allgemein zugelassen: Für n-Butylacetat besteht die Zulassung unter der FL-Nummer 09.004, für Isobutylacetat unter der Nummer 09.005 und für sec-Butylacetat unter der Nummer 09.323.